# Digimon World
Digimon World (jap. デジモンワールド - Dejimon Wārudo) – gra RPG z elementami Virtual Pet, opracowana przez Bandai, wydana w 1999 roku na platformę PlayStation.

## Fabuła
Fabuła skupia się na człowieku wezwanym przez Jijimona na Wyspę Plików. Digimony zaczęły tracić pamięć i stawały się dzikie. Celem gracza, który steruje chłopcem o imieniu Hiro, jest uratowanie wyspy przez przywracanie pamięci Digimonom, by powróciły do Miasta Plików.

## Rozgrywka
Gra polega na trenowaniu Digimona z formy Digi-Jajka na wyższe poziomy. Z wiekiem Digimon umrze i powróci do formy jajka, wtedy będzie trzeba go od nowa trenować. By wytrenować Digimona, gracz musi go karmić, zabierać go do ubikacji, pozwolić mu odpocząć i walczyć nim. Walczymy z Digimonami które utraciły pamięć. Na początku Digimon będzie znał tylko kilka ataków, ale z czasem pozna ich więcej.

## Reklama
Producent, Bandai dzięki dużej kampanii reklamowej chciał konkurować z Pokémonami od Nintendo, a zwłaszcza z grami Pokémon Red i Blue. W Ameryce Północnej pierwsze 100000 kupujących otrzymało promocyjną kartę kolekcjonerską.